# マルクス・プラウティウス・ヒュプサエウス
マルクス・プラウティウス・ヒュプサエウス（ラテン語: Marcus Plautius Hypsaeus、生没年不詳）は、紀元前2世紀中期・後期の共和政ローマの政治家。紀元前125年に執政官（コンスル）を務めた。

## 出自
ヒュプサエウスは、プレブス（平民）であるプラウティウス氏族の出身である。プラウティウス氏族は紀元前4世紀まではしばしば執政官を輩出していたが、紀元前318年のルキウス・プラウティウス・ウェンノ を最後に、200年近く歴史から消えていた。ヒュプサエウス家は氏族の中ではもっとも繁栄したと言えるが、それでもこの時期に執政官になったのは本記事のマルクスのみである。カピトリヌスのファスティの欠損のため、父および祖父のプラエノーメン（第一名、個人名）は不明であり、氏族の他の人物（例えば紀元前135年のプラエトル（法務官）ルキウス・プラウティウス・ヒュプサエウス）との関係も不明である。

## 経歴
ヒュプサエウスの経歴に関しては、ほとんど何も知られていない。執政官就任年とウィッリウス法の規定から逆算して、遅くとも紀元前128年に法務官に就任したはずである。その後すぐに、ヒュプサエウスはある裁判で弁護人を務めた。判事は法務官マルクス・リキニウス・クラッスス・アゲラストゥスで、検事はグナエウス・オクタウィウスであった。キケロによれば、ヒュプサエウスは「法務官のマルクス・クラッススに大声で長広舌をふるって自分の依頼者が負けになるような要求をしていた」。資料ではオクタウィウスを元執政官と記しているので、この裁判は紀元前127年か紀元前126年に行われたものである（オクタウィウスは紀元前128年の執政官）。
ヒュプサエウスは紀元前126年末に実施された執政官選挙に立候補し、当選した。歴史家F. ミュンツァーは、この年の執政官マルクス・アエミリウス・レピドゥスとルキウス・アウレリウス・オレステスの強力な支援があったと考えている。当選したもう一人は、パトリキ（貴族）のマルクス・フルウィウス・フラックスで、グラックス兄弟の盟友で最初期のポプラレス（民衆派）の一人である。一方でヒュプサエウスは元老院を重視するオプティマテス（門閥派）に属していた。このことは、ガイウス・センプロニウス・グラックス（グラックス弟）が、「プラウティウスの反論」という演説を行ったことからも裏付けられる。この原稿は今では失われてしまっているが、このプラウティウスとはヒュプサエウスのこととされている。
元老院はフラックスの改革を阻止するために、サリエス（en、ガリア人国家）の略奪からマッシリア（現在のマルセイユ）を防衛するよう命令し、ローマから離れさせた。おそらくヒュプサエウスもローマを離れたと推定される。同年、イタリア半島内の都市フレッゲラが反乱を起こしたが、両執政官共に不在であったため、法務官が軍を率いて対処しなければならなかった。ヒュプサエウスは設立されてまもないアシア属州に派遣されたのではないかと考えられている。初代属州総督を務めたマニウス・アクィッリウスが紀元前126年にローマに帰還しているためである。その後のヒュプサエウスにかんする記録はない。

## 評価
キケロはその著作『弁論家について』で、ヒュプサエウスは真の弁論家ではないと評している。

## 子孫
ヒュプサエウスには同名の息子がおり、海軍の司令官を務めている。

## 参考資料

### 古代の資料
- マルクス・トゥッリウス・キケロ『弁論家について』

### 研究書
- Felsberg E. Brothers Gracchi. - Yuriev: K. Matthissen's printing house, 1910 .-- 248 p.
- Broughton R. Magistrates of the Roman Republic. - New York: American Philological Association, 1951. - Vol. I. - P. 600.
- Münzer F. Plautius // Paulys Realencyclopädie der classischen Altertumswissenschaft . - 1951. - Bd. XXI, 1. - Kol. 1-4.
- Münzer F. Plautius 21 // Paulys Realencyclopädie der classischen Altertumswissenschaft . - 1951. - Bd. XXI, 1. - Kol. 14-15.
- Münzer F. Plautius 22 // Paulys Realencyclopädie der classischen Altertumswissenschaft . - 1951. - Bd. XXI, 1. - Kol. 15-16.